# 瓦里 (秘魯)
9°22′8″S 77°14′13″W / 9.36889°S 77.23694°W
瓦里（西班牙語：Huari），是秘魯的城鎮，位於該國北部安卡什大區，是瓦里省的首府，距離首都利馬451公里，處於布蘭卡山脈東坡，海拔高度3,149米，始建於1,572年，2005年人口4,153。